# Herbert Hügel
Herbert Hügel (* 28. Oktober 1905 in Leipzig; † 17. Mai 1988 in Riedstadt) war ein deutscher Apotheker und Chefredakteur der Deutschen Apotheker-Zeitung. 

## Leben
Hügel war Schüler des Leipziger Apotheker und Nahrungsmittelchemikers Conrad Stich (1864–1953) in der Kreuz-Apotheke. Nach dem Vorexamen (1927) und dem in Celle und Grimma abgeleisteten Assistentenjahr studierte er 1928 bis 1930 Pharmazie an der Universität Leipzig. 
Er arbeitete als praktischer Apotheker in Hildesheim, Chemnitz und Leipzig. 1935 trat er in Berlin in die Redaktion der Deutschen Apotheker-Zeitung ein, wo er 1937 stellvertretender Hauptschriftleiter wurde. Am Krieg nahm er als Stabsapotheker teil. Nach kurzer Tätigkeit in der Schloß-Apotheke in Celle setzte er 1948 seine Laufbahn als Publizist und Redakteur fort. Er trat in Stuttgart in die Redaktion der Süddeutschen Apotheker Zeitung ein, deren Chefredakteur er 1973 wurde. Seinen Ruhestand ab 1976 verbrachte er in Riedstadt. 
Seit 1961 war er auch Prokurist des Deutschen Apotheker-Verlages, in dem er eine Reihe von Fachbüchern veröffentlichte. Er widmete sich der Pharmaziegeschichte und wurde 1958 Generalsekretär der Internationalen Gesellschaft für Geschichte der Pharmazie (IGGP), in der er sich gemeinsam mit Georg Edmund Dann (1898–1979) um die Organisation der großen internationalen Kongresse verdient machte. Von 1955 bis 1967 gab er die Veröffentlichungen der Internationalen Gesellschaft für Geschichte der Pharmazie heraus. 1966 wurde er mit der Verleihung der Ludwig-Winkler-Plakette der IGGP ausgezeichnet.